# Крушения поездов в Черкасской области 21 августа 1982 года
21 августа 1982 года в Черкасской области на Украине произошли два связанных между собой крушения поездов.
В половине седьмого утра на станции Шалашская Христиновской дистанции Одесской железной дороги столкнулись два грузовых поезда, а через два часа на станции Цветково один пассажирский поезд врезался в хвост другому.

## Первое крушение
Локомотивная бригада грузового поезда № 2501 при следовании по станции Шалашская допустила проезд светофора с запрещающим красным огнём и лобовое столкновение с грузовым поездом № 2508 на скорости 10 км/ч. Машинист поезда № 2501 погиб.

## Второе крушение
Из-за крушения на ст. Шалашская пассажирский поезд № 117 Донецк — Львов был перенаправлен в обход участка Христиновка — Вапнярка по участку Мироновка—Фастов—Казатин. Поезд сделал остановку на ст. Цветково, в том числе для высадки пассажиров, следовавших до станций христиновской линии. Из-за изменения маршрута следования поезда среди пассажиров возникла неразбериха, и отправление поезда было задержано.
В это время к станции приближался скорый пассажирский поезд № 27 Севастополь — Киев, имеющий по расписанию остановку на станции Цветково. Из-за позднего применения тормозов для снижения скорости поезд № 27 проехал светофор с запрещающим красным огнём и врезался в хвостовой вагон поезда № 117. Погибло 22 человека.